# Lake Waukomis
Lake Waukomis – miasto w Stanach Zjednoczonych, w stanie Missouri, w hrabstwie Platte.